# XXXIV edició dels Premis Ariel
La XXXIV edició dels Premis Ariel, organitzada per l'Acadèmia Mexicana d'Arts i Ciències Cinematogràfiques (AMACC), es va celebrar el 27 d’abril de 1992 a Ciutat de Mèxic per celebrar el millor del cinema durant l'any anterior. Durant la cerimònia, l’AMACC va lliurar el premi Ariel a 22 categories en honor de les pel·lícules estrenades el 1991.

## Premis i nominacions
Nota: Els guanyadors estan llistats primer i destacats en negreta. ⭐
| Millor pel·lícula - Como agua para chocolate ⭐ - Danzón | Millor direcció - Alfonso Arau – Como agua para chocolate ⭐ - Carlos Carrera – La mujer de Benjamín - María Novaro – Danzón                                                          |
| Millor actor - Mario Iván Martínez – Como agua para chocolate ⭐ - José Alonso – La tarea - Eduardo López Rojas – La mujer de Benjamín                                                                            | Millor actriu - Regina Torné – Como agua para chocolate ⭐ - Lumi Cavazos – Como agua para chocolate - Helena Rojo – Muerte ciega                                                     |
| Millor coactuació masculina - Eduardo Palomo – La mujer de Benjamín ⭐ - Bruno Bichir – El patrullero - Juan Claudio Retes – El bulto                                                                             | Millor coactuació femenina - Claudette Maillé – Como agua para chocolate ⭐ - Pilar Aranda – Como agua para chocolate - Malena Doria – La mujer de Benjamín                           |
| Millor actor de repartiment - Farnesio de Bernal, Luis Ignacio Erazo, Enrique Gardiel i Rubén Márquez – La mujer de Benjamín ⭐ - Farnesio de Bernal – El patrullero - Joaquín Garrido – Como agua para chocolate | Millor actriu de repartiment - Margarita Isabel – Como agua para chocolate ⭐ - Delia Casanova – El bulto - Ana Bertha Espín – La mujer de Benjamín                                   |
| Millor argument original - Sólo con tu pareja – Alfonso Cuarón i Carlos Cuarón ⭐ - Danzón – María Novaro i Beatriz Novaro - La mujer de Benjamín – Carlos Carrera i Ignacio Ortíz Cruz                           | Millor guió adaptat - Como agua para chocolate – Laura Esquivel ⭐ - La mujer de Benjamín – Carlos Carrera i Ignacio Ortíz Cruz - Sólo con tu pareja – Alfonso Cuarón i Carlos Cuarón |
| Millor fotografia - Como agua para chocolate – Emmanuel Lubezki ⭐ - La mujer de Benjamín – Xavier Pérez Grobet - Sólo con tu pareja – Emmanuel Lubezki                                                           | Millor edició - El bulto – Saúl Aupart ⭐ - Como agua para chocolate – Carlos Bolado i Francisco Chiú - La mujer de Benjamín – Óscar Figueroa i Sigfrido Barjau                       |
| Millor escenografia - Como agua para chocolate – Emilio Mendoza, Gonzalo Ceja i Ricardo Mendoza ⭐ - La mujer de Benjamín – Gloria Carrasco                                                                       | Millor banda sonora - Playa azul – Amparo Rubín ⭐ - El bulto – Pedro Plascencia Salinas - La mujer de Benjamín – Alejandro Giacomán i José Amozurrutia                               |
| Millor ambientació - Como agua para chocolate – Marco Antonio Arteaga, Carlos Brown, Mauricio De Aguinaco and Denise Pizzini ⭐ - Ciudad de ciegos – Homero Espinoza - La mujer de Benjamín – Gloria Carrasco     | Millor opera prima - La mujer de Benjamín – Carlos Carrera ⭐ - Anoche soñé contigo – Maryse Sistach - Sólo con tu pareja – Alfonso Cuarón                                            |
| Millor documental - No concedit | Millor tema musical - José Elorza – Ciudad de ciegos ⭐ - Erando González – Danzón |
| Millor curtmetratge de ficció - Objetos perdidos – Eva López-Sánchez ⭐ - El último fin de año – Javier Bourges - ¿Puede Hablar un Poco Más Alto Por Favor? – Arturo Carrasco                                     | Millor curtmetratge documental - Perdón...Investidura (1950-1954) – José Rovirosa ⭐ - Olmeca – Fernando Altamirano - Se Está Volviendo Gobierno (1915-1919) – Miguel Barbachano      |
| Reconeixement especial - Matilde Landeta ⭐ | Millor migmetratge documental - Travesía de la Obsesión (Expedición al Himalaya) – Eduardo Gleason i Miguel Gleason ⭐ - Después del Sismo – Eduardo Salazar                          |
| Medalla d'or especial - Ismael Rodríguez Ruelas ⭐ | Medalla Salvador Toscano - Luis Alcoriza ⭐ |